# Верхній Сочвож
Верхній Сочво́ж (рос. Верхний Сочвож) — річка в Республіці Комі, Росія, права притока річки Соч, лівої притоки річки Когель, правої притоки річки Ілич, правої притоки річки Печора. Протікає територією Троїцько-Печорського району.
Річка протікає на південь, захід та південний захід.